# 데비 레이놀즈
메리 프랜시스 "데비" 레이놀즈(영어: Mary Frences "Debbie" Reynolds, 1932년 4월 1일 ~ 2016년 12월 28일)는 미국의 배우, 가수, 사업가이다. 1950년 영화 《쓰리 리틀 워즈》로 골든 글로브상 신인상 후보에 올랐다. 1952년 영화 《사랑은 비를 타고》의 캐시 셀든 역을 통해 첫 주연을 맡아 영화가 대대적으로 성공하면서 이름을 함께 알렸다.
1955년 가수 겸 배우 에디 피셔와 결혼해 슬하에 캐리 피셔와 토드 피셔 두 자녀를 둔 다음 1959년 이혼했으며 그 뒤 두 차례 더 결혼했다. 2015년 미국 배우 조합상 평생공로상을 수상했는데 딸인 캐리 피셔가 자신의 이름을 호명해 시상대로 나아갔다. 2016년 12월 27일, 딸 캐리 피셔가 세상을 떠나자 곧바로 페이스북에 성명을 실어 “사랑하는 내 딸을 은총과 재능으로 감싸 안은 모든 이에게 감사드린다. 그녀를 다음 정거장으로 인도하는 여러분의 배려와 기도에 감사한 마음뿐”이라고 밝혔다. 하지만 딸 사망의 충격을 이기지 못 하고 다음 날인 2016년 12월 28일 향년 84세로 세상을 떠났다.

## 출연 작품
- 쓰리 리틀 워즈 (1950)
- 사랑은 비를 타고 (1952)
- 케이터드 어페어 (1956)
- 태미 앤 더 배처러 (1957)
- 서부 개척사 (1962)
- 몰리 브라운 (1964)
- 싱잉 넌 (1966)
- 미국식 이혼 (1967)
- 샬롯의 거미줄 (1973)
- 마더 (1996)
- 인 앤 아웃 (1997)